# Ectinope spinicollis
Ectinope spinicollis är en skalbaggsart som beskrevs av Francis Polkinghorne Pascoe 1875. Ectinope spinicollis ingår i släktet Ectinope och familjen långhorningar. Inga underarter finns listade i Catalogue of Life.